# Mourad Mouafi
Mourad Mouafi (arabe : مراد موافي), (parfois transcrit Murad Muwafi, Mowafi ou Mowafy), né à Alexandrie le 2 février 1950, est un officier, diplomate et médiateur politique égyptien.

## Biographie
Sorti diplômé de l'Académie militaire égyptienne en 1970, Mourad Mouafi s'engage dans l'armée et sert pendant seize ans dans les forces spéciales. Élevé au grade de « général-major » (équivalent à celui de général de division), il est nommé chef d'état-major de la deuxième armée de Terre en 1998 puis commandant de la zone militaire de l'Ouest.

Devenu chef des renseignements militaires, il prend pour adjoint le général Abdel Fattah al-Sissi, qui lui succède à la tête de ce service.
Le 3 janvier 2010, Mouafi est nommé gouverneur du Sinaï Nord, où il a maille à partir avec les tribus bédouines qui pratiquent la contrebande avec la bande de Gaza et qu'il tente de sédentariser.
À la suite de la Révolution de janvier-février 2011, Mouafi remplace Omar Souleiman à la direction du puissant Service de renseignement général égyptien (Mukhabarat). À ce titre, il sert d'interlocuteur entre le Conseil suprême des forces armées (CSFA) et les puissances occidentales. Il joue également un rôle important de médiateur lors de l'accord de réconciliation entre le Fatah et le Hamas puis entre cette dernière organisation et Israël lors de la négociation de la libération de Gilad Shalit contre celle d'un millier de prisonniers palestiniens.
Il dirige cependant le service de renseignement à peine plus d'un an, car le nouveau président islamiste Mohamed Morsi le révoque en août 2012 à la suite de l'attaque du passage de Rafah, qui a coûté la vie à seize gardes-frontières égyptiens. Accusé de rétention d'information à propos des alertes précises transmises par les Israéliens, Mouafi est mis à la retraite d'office. Pourtant, selon Mouafi, les autorités compétentes auraient été correctement informées par ses services. En réalité, le limogeage de Mouafi, suivi de celui des chefs du CSFA (le maréchal Tantaoui et le général Sami Enan), reflète la volonté de Morsi de mettre au pas les autorités militaires issues de l'ère Moubarak.

Après le coup d’État de 2013 et la chute de Morsi, Mouafi envisage un temps de se présenter à l'élection présidentielle (obtenant, à cette fin, 16 000 signatures sur les 25 000 nécessaires) avant de se ranger derrière la candidature du maréchal Al-Sissi. Après la victoire de ce dernier, Mouafi est chargé, conjointement avec Amr Moussa, de négocier avec différents partis politiques la formation d'une alliance électorale pro-Sissi, la coalition Wafd, en vue des prochaines élections législatives.